# Jody Scheckter
Jody David Scheckter (East London, Sudáfrica; 29 de enero de 1950) es un expiloto de automovilismo sudafricano. Disputó 112 carreras en Fórmula 1 entre las temporadas 1972 y 1980, destacándose como piloto de Ferrari, Wolf y Tyrrell. Resultó campeón en 1979, subcampeón en 1977, y tercero en 1974 y 1976. El piloto obtuvo 10 victorias y 33 podios en la categoría.
Su hijo, Tomas Scheckter, también fue piloto de automovilismo, quien ha corrido en IndyCar Series y A1GP.

## Historia
Al principio de su carrera, la mayoría de los observadores pensaban que Jody Scheckter no duraría mucho en las carreras. Tenían razón, pero no como ellos pensaban: el sudafricano se retiraría a los 30 años.
Como curiosidad, en su primera carrera promocional de monoplazas a 15 vueltas, hizo 12 trompos en la misma curva (El Gráfico, la F1 en 1977).
Nacido en East London en 1950, era hijo de un mecánico y naturalmente estaba fascinado por los coches rápidos. Alrededor de los 18-19 años, comenzó al volante de un R8 Gordini en las ligas locales. Para su primera carrera fue descalificado por conducción peligrosa, debido a su incapacidad a respetar el reglamento. Pero nada parece detenerle y en 1970 fue coronado campeón nacional de circuitos. Este título le da una beca para competir en las competiciones más importantes en Europa.
En 1971 Scheckter llegó a Inglaterra, con solo una carrera en su historial. Su ascenso es meteórico, compitiendo un año en la Fórmula Ford y pasando luego a la Fórmula 3, con mucho éxito.

### Fórmula 2, Fórmula 5000 al salto a Fórmula 1

#### McLaren
En 1972 Teddy Mayer el jefe de McLaren, lo había asignado al volante de un Fórmula 2. El coche no es bueno y él es casi un desconocido en el circuito ¿quién creería que Jody se llevaría la victoria?. La hazaña no pasa desapercibida y Colin Chapman lo busca para ficharlo en la F1 para Lotus en 1973. Scheckter duda, pero en última instancia Meyer para mantener a su joven prodigio, mejora sus propuestas frente a las de Chapman y gana el juego. Jody hizo su debut en la F1 en el último GP de la temporada 1972, el GP de EE. UU., en Watkins Glen.
Los observadores se sorprendieron de pronto por la similitud entre el taciturno Scheckter y su compañero el viejo Denny Hulme. El apodo de Jody nace al fin: Hulme ya era el "Oso" y Jody seriá "The Pooh" (por el osito Winnie Pooh). El joven de 22 años causó una grata impresión en su primera participación clasificando octavo, buscando llegar a un mejor lugar en la carrera, el tercero lo relega a la novena posición al final.
En 1973, se alistó en la U. S. en el campeonato de Fórmula 5000, mientras que McLaren-Cosworth le aseguraría participar en cinco carreras en la F1. Él ganó fácilmente la temporada de F5000 con cuatro victorias en nueve carreras. En la F1, corrió el GP en casa y ante su gente: el Kyalami, la prensa y la opinión pública salieron a alentar a su niño prodigio, logra mantenerse en tercer lugar, luego lideró dos vueltas luchando palmo a palmo con Stewart y los experimentados Hulme y Revson, pero faltando pocas vueltas tuvo que retirarse por fallo del motor.
En Francia, en el circuito de Le Castellet, Jody clasificó segundo y tomó la delantera desde el principio superando al gran Emerson Fittipaldi. Pero el brasileño siguió acechando pacientemente con su Lotus y en la vuelta 4 en la curva del puente, este trata de doblar y adelantarlo y Scheckter no duda y lo cierra en la curva. Los dos pilotos estuvieron en contacto y termina en abandono del brasileño, tanto fue la furia de Fittipaldi, que no dudará en ir y enfrentar cara a cara al piloto de McLaren. Luego en el GP de Gran Bretaña en Silverstone, el agresivo Scheckter estuvo involucrado en un enorme accidente que sacó a doce vehículos de la competencia, en un incidente que puede resumir los inicios de su carrera, siendo suspendido 3 carreras, no volvería hasta el Gran Premio de Canadá en septiembre.
En Mosport Park, Jody califica tercero corriendo bajo la lluvia y luchando por subir al podio, enviando a François Cevert fuera de la pista. El francés de la escudería Tyrrell estaba furioso: "Este tipo es un peligro para el público, deberíamos prohibirle que corra" sentenció muy ofuscado. Ken Tyrrell impresionado por la velocidad y desenfado del joven piloto sudafricano, le ofreció como compañero de equipo a Cevert en 1974. El francés nunca estuvo de acuerdo con él, porque pensaba que era un peligro en las carreras, irónicamente, Scheckter presenció en primer plano la muerte del piloto galo luego de que perdiera el control de su Tyrrell en las series de clasificaciones del Gran Premio de los Estados Unidos en Watkins Glen, Jody intentó auxiliarlo pero ya estaba muerto, y eso le sirvió al sudafricano madurar como piloto para no volver a ser tan imprudente o errático.
Como curiosidad, el McLaren M23 de Scheckter llevó el número cero durante las carreras del Gran Premio de Estados Unidos y de Canadá en 1973. Scheckter es uno de los dos únicos pilotos de F1 en utilizar este número, junto con Damon Hill.

#### Tyrrell

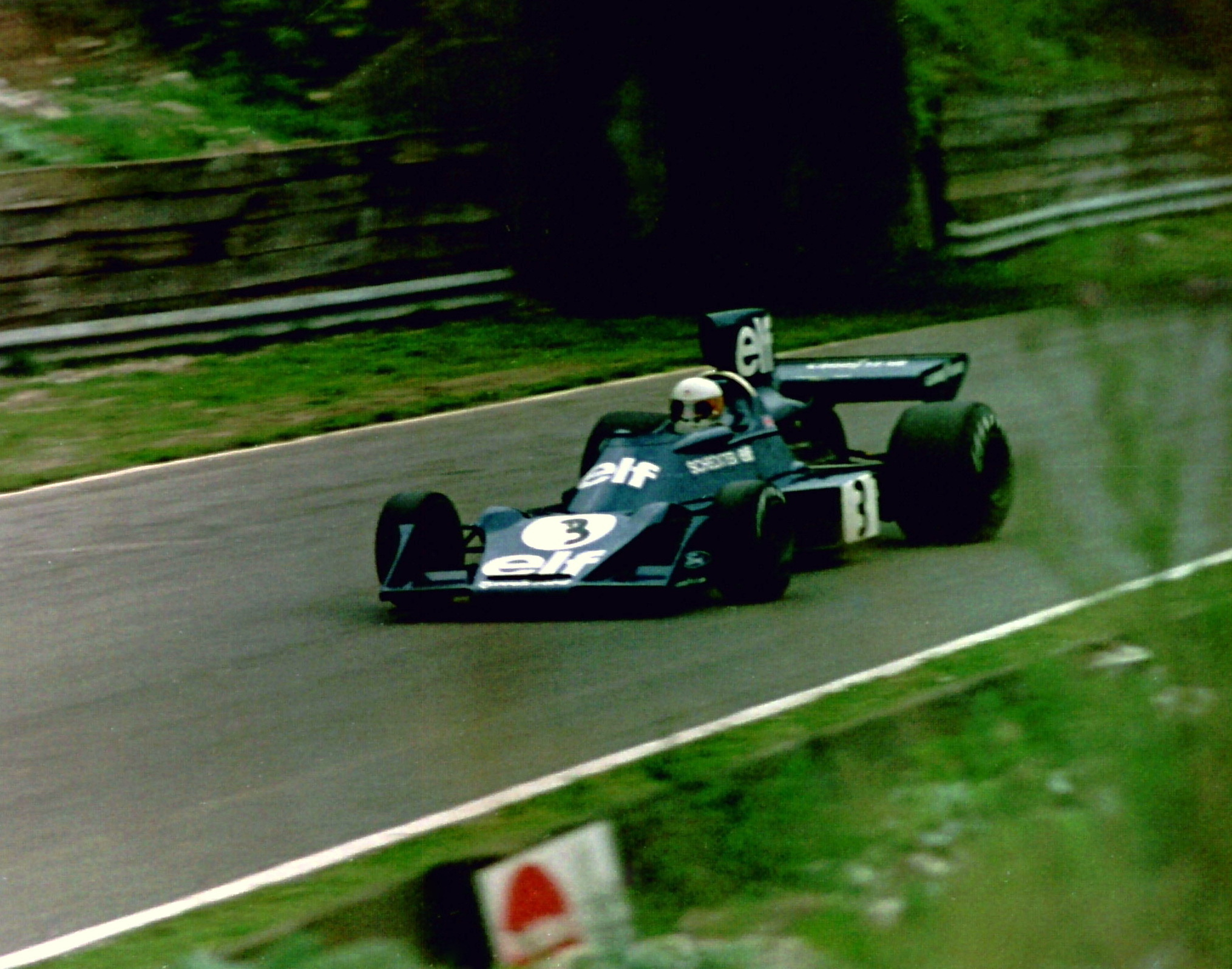
Scheckter en 1974, primera temporada con Tyrrell.

En 1974 Jody Scheckter llegaría finalmente a Tyrrell-Ford-Cosworth, el equipo con el que Jackie Stewart ganó el título del 73. Sin embargo, debía empezar de cero: poniendo en marcha un nuevo coche el 007, más fácil de conducir, pero probablemente el menos eficiente, sobre todo por la muerte de Cevert y el retiro de Stewart. Los nuevos pilotos hacían que los observadores escépticos sobre Scheckter, le creasen una mala reputación como un "perro loco" y su compañero el francés Patrick Depailler tenía con muy poca experiencia. Durante los tres primeros GP, ambos pilotos utilizarían el viejo 006, y Jody no registraría ni un punto. Pero con el 007, su rendimiento mejoraría considerablemente, fue Quinto en Jarama y obtuvo su primer podio en Nivelles, arrebatándole el tercer lugar en la última vuelta a Regazzoni. En Mónaco estuvo mejor llegando al segundo lugar. Por último viene el Gran Premio de Suecia en Anderstorp. Clasificó segundo detrás de Depailler, Scheckter tomaría la delantera desde el principio y nunca dejaría la punta y ganaría su primera victoria a la edad de 24 años. Un quinto lugar en Zandvoort, cuarto en Francia, y un segundo lugar exitoso en Brands Hatch.
Dependiendo del ritmo de los Ferrari de Niki Lauda, que era en ese entonces el líder del campeonato, se tuvo que retirar a seis vueltas del final debido a las preocupaciones por los neumáticos en Austria. El "Pooh", un poco más maduro, ahora apuntaría al tercer lugar, a solo tres puntos por detrás de Lauda. El título se convertiría en una posibilidad. En Alemania, no pudo hacer nada en contra de Clay Regazzoni, pero logra una excelente segunda posición. El aventurero se había transformado en pocos meses en el metrónomo perfecto y ahora estaba en el segundo lugar general. ¿Realmente Stewart había encontrado a su sucesor? Por desgracia, las esperanzas del título se fueron de inmediato. En efecto, se debería dar en las tres de las últimas cuatro carreras pero luego surgen de nuevo problemas técnicos. Solo un podio en Monza, dan le vida a esa temporada. Pero al final, Scheckter terminaría un excelente tercer puesto, a solo diez puntos del campeón Fittipaldi. En total, mostró que se haría con él título en el futuro. En 1975, Ken Tyrrell decidió volver a utilizar el 007, con una versión mejorada. El coche se beneficiaba con un nuevo sistema de freno delantero y un nuevo sistema integrado en las ruedas. Scheckter y Depailler acabaron los problemas con los frenos durante las primeras carreras en la Argentina y Brasil. En Kyalami, el 007 viene con cambios en las suspensiones, radiadores y la toma de aire. En la carrera, clasificó tercero, Scheckter rápidamente se deshace de los pilotos de Brabham, Reutemann y Pace que van a la cabeza. Jody se vería acosado por el argentino durante toda la carrera, pero se recuperaría y ganaría su tercer gran premio por delante de su público. El resto de la temporada no tuvo la misma suerte. Niki Lauda y su Ferrari 312T son realmente invencibles. Scheckter se subiría dos veces en el podio en Silverstone y Zolder. El resto de la temporada, el coche 007 no le permite sumar ni un punto. Scheckter terminó una accidentada temporada con veinte puntos en el 7° puesto.

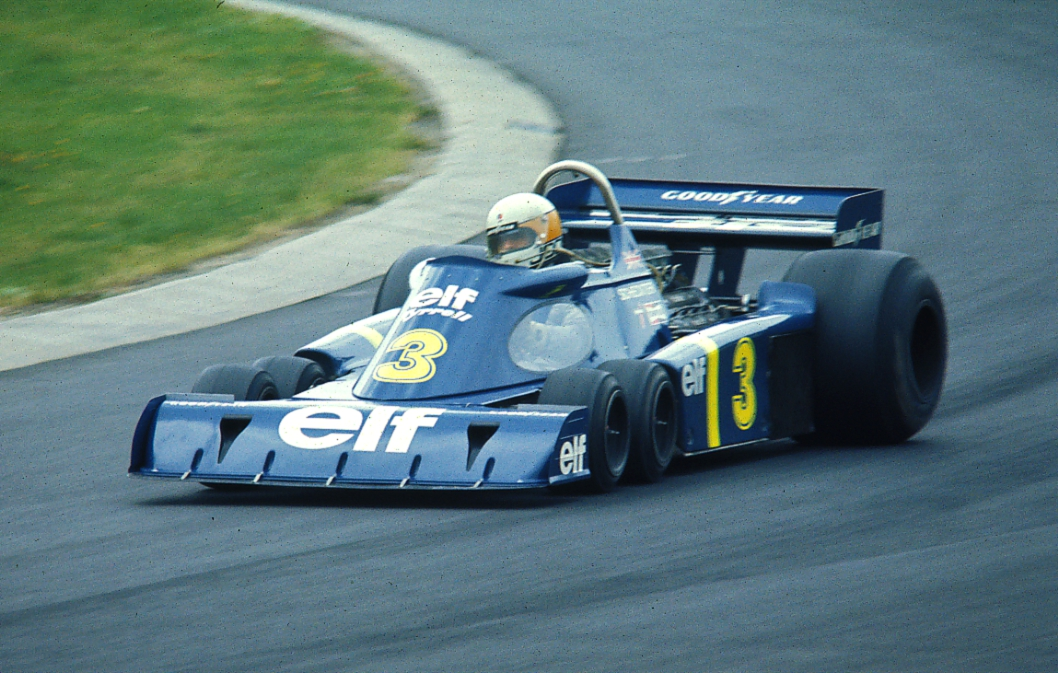
Scheckter sobre un P34 en 1976.

A principios de 1976, el Tyrrell P34 es presentado al público, un coche de seis ruedas de Fórmula 1. Esta novedad, más allá de otras consideraciones técnicas complicadas, le debería permitir mayor velocidad y una mejor tracción y frenado. Sin embargo, este sistema requiere un sistema dual de frenado y suspensión. Este coche revolucionario no estaría listo de inmediato, Scheckter y Depailler comenzaron de esta manera el campeonato con el viejo 007, permitiéndole a Jody conseguir algunos puntos. El P34 hizo su debut en Jarama y a diferencia Depailler a Scheckter no le convenció ese coche, si bien es más fácil de manejar que sus predecesores, pero los frenos no son satisfactorios. El sudafricano es 14° en la parrilla y se retira en carrera al día siguiente. Sin embargo, fue él quien obtendría los mejores resultados de la escuadra. De regreso a Bélgica, logra un segundo lugar en las calles de Mónaco y luego su gran y única victoria en el Gran Premio de Suecia en el P34. Él firmó con la primera pole position, la primera en la Fórmula 1. El día de la carrera, Mario Andretti en su Lotus le arrebató la 1ª posición y le llevó la delantera las primeras 45 vueltas antes retirarse por problemas mecánicos. Scheckter toma el primer lugar y lograría la victoria seguido de Depailler.
En las siguientes carreras no logra batir al Ferrari de Lauda o al McLaren de Hunt. Por desgracia, el resultado será desalentador, sube tres veces al segundo escalón del podio en Brands Hatch, Nürburgring y en Watkins Glen. En Monza, la victoria es posible, pero Ronnie Peterson con su asombroso y rápido march le roba el liderato a Jody y llega a un éxito inesperado. Desde el verano del 76, Jody Scheckter y Ken Tyrrell concuerdan que no creen en el P34. La temporada de 1977 demostró que ambos estaban en lo correcto, así Jody decidió ir a otro equipo, el Wolf-Cosworth.

#### Wolf

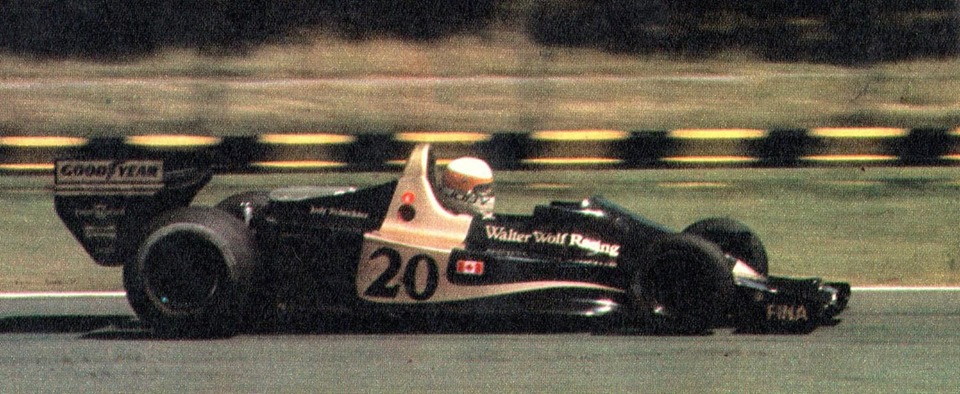
Jody Scheckter en el debut triunfal con Wolf, en el Gran Premio de Argentina.

A principios de 1977, Walter Wolf, un hombre rico de negocios canadiense, fue la pareja asociada de Frank Williams desde 1976 y los resultados fueron desastrosos, Wolf compra por completo equipo a finales de 1976 y decidió llevar a Jody a la cumbre. Con el brillante ingeniero Harvey Postlethwaite y el director del equipo Peter Warr, logró apoderarse de Scheckter y formar un gran equipo. Todo el mundo se pregunta por qué "the Pooh" está ese pequeño equipo que no logró puntos en 1976. Un coche también se construyó, el WR1 muy compacto, diseñado por Postlethwaite. El primer Gran Premio, en Buenos Aires, empezó mal: las pruebas son catastróficas, el coche tiene problemas de enfriamiento y Scheckter fue solo undécimo en la parrilla. Pero el 9 de enero de 1977, el Wolf funciona como un reloj. Jody asciende gradualmente a liderarto de la carrera, ocupado por cinco vueltas cerca al final por Carlos Pace de Brabham. El brasileño rápidamente debe dar paso al increíble WR1, que los recortes que tenía el coche llegaría a ganar. Por primera vez desde Mercedes en 1954, un equipo gana en su primer gran premio. Es una hazaña realizada en 2009 por Brawn-Mercedes. Sin embargo el coche, sigue teniendo algunos problemas técnicos. En Brasil, ponen sus pies en la Tierra: el 15 avo puesto en la parrilla y una falla en el motor. Pero luego Scheckter logra un tremendo éxito en el GP de Sudáfrica, logrando un segundo lugar detrás de Lauda el líder del campeonato. En Long Beach, lideró 76 de las 80 vueltas hasta que un pinchazo relega su podio al final. Esto es solo un aplazamiento. Después de otro podio en Jarama, llega el GP de Mónaco, allí luego de estar segundo al comienzo, Jody pasa a John Watson de Brabham, liderando luego toda la carrera y recibe los laureles de la victoria de manos del príncipe Rainiero III. Por increíble que parezca, la escudería Wolf estuvo a punto de llevarse su primer título de constructores y de pilotos. Por desgracia, los siguientes cuatro retiros se lo impiden. En Zolder, Scheckter pensó que se llevaría la carrera tempranamente, pero el motor falla antes de tiempo. En Suecia, regresó con sus errores de 1973 al aferrarse estúpidamente con Watson. En Dijon-Prenois, termina en el muro, y en Silverstone su motor falla de nuevo. En el Gran Premio de Alemania, firmó su segunda pole y termina segundo detrás de Niki Lauda, pero es demasiado tarde: el campeonato, y el "equipo" en Austria ya no eran lo mismo, ya no hay nada más que hacer pues Lauda se aseguraría los puntos. En Watkins Glen, su 3° lugar es inútil, Lauda mejora. A pesar de su velocidad, el Wolf sufre demasiados problemas técnicos mientras Lauda y su Ferrari lograron mantener una buena fiabilidad. El pequeño consuelo, es ser subcampeón del mundo y una victoria final en Canadá, a pesar de tener un coche defectuoso.

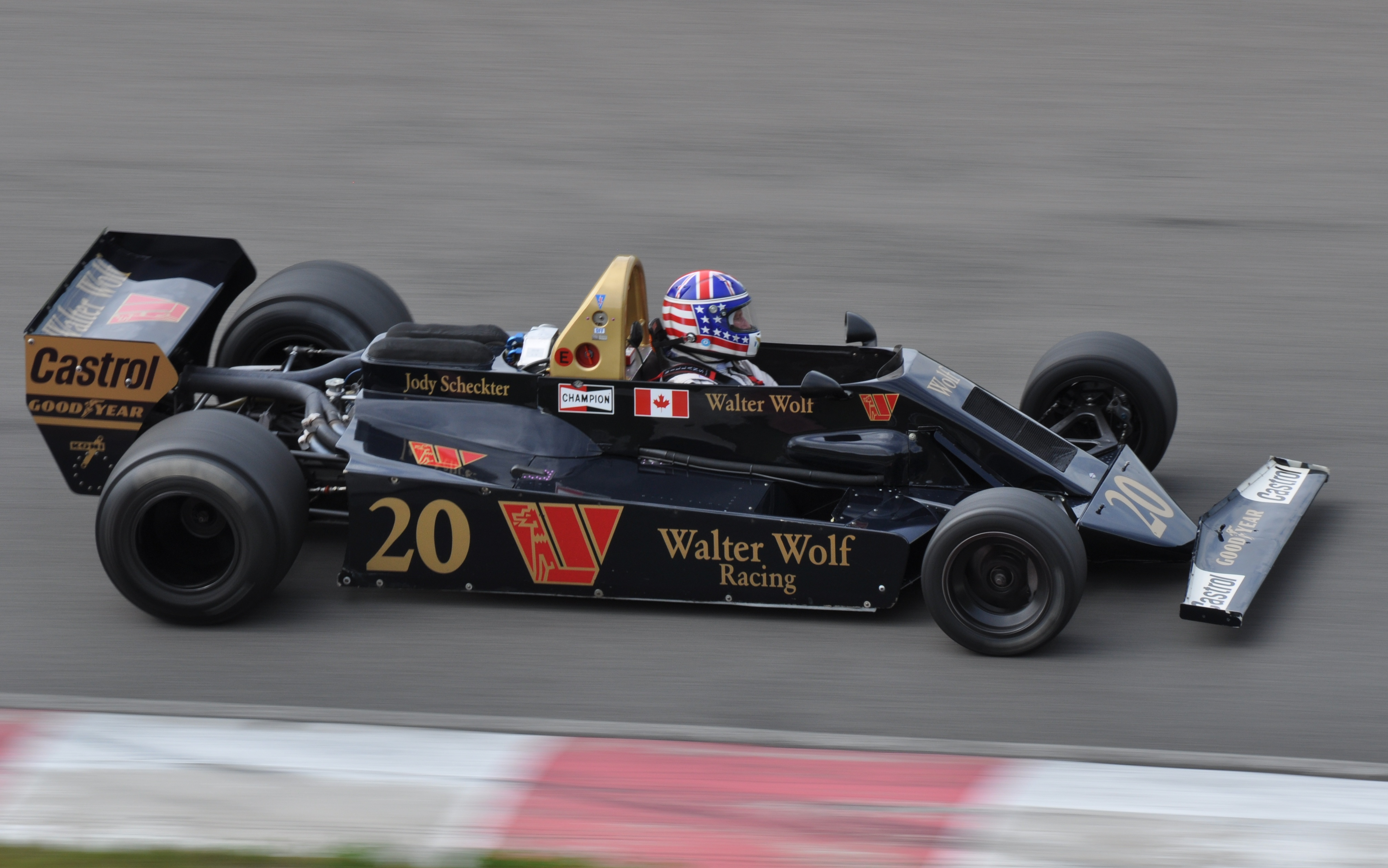
Wolf WR6 de 1978.

Un segundo año para un equipo en la F1 es muy difícil, y el Wolf no es una excepción a la regla. El equipo comienza la temporada de 1978 con el viejo WR4, lo que le lleva a un desastroso comienzo de temporada. Lamentable el décimo lugar de Buenos Aires, Scheckter, se ponía nervioso por la situación del equipo, entonces abandona por accidente tres veces consecutivas. Choca en dos ocasiones, incluso con el joven Patrick Tambay en Brasil y Long Beach. Para la última carrera con el coche antiguo en Mónaco, Jody, siendo muy cómodo como una Roca, le trae un tercer lugar salvador a Walter Wolf. El nuevo WR5 debutó en Zolder. Este coche fue una apuesta audaz por parte de Harvey Postlethwaite, ya que era un coche "ala" toando el modelo de Chapman, Lotus 79. Este también sería un fracaso. El coche no era confiable y su adherencia era precaria (un ático). Por otra parte, Scheckter lucha por adaptarse su estilo de conducción a la forzosa conducción en bruto debido a su delicado coche ala. Peor aún, incluso tiende a subvirar y, como en el momento del P34 Tyrrell, no duda en decirle a su jefe todo lo malo que piensa de este coche. Por lo tanto, las relaciones entre Wolf y Scheckter se convertirían rápidamente delicadas y tormentosas, y el piloto sudafricano comenzaría a mirar a otra parte en 1979. Sin embargo, Scheckter obtendría algunos puntos honorables. En Brands Hatch, fue tercero por detrás del Lotus de Andretti y Peterson luego, a pesa de su abandono, encuentra tranquilamente su cabeza. Pero Wolf no ganaría ese año: la caja de cambios fue dañada en la vuelta 36. A pesar de ello, Traería todavía tres podios: un segundo lugar en Hockenheim, pero lejos de invencible Andretti, un tercer lugar en Watkins Glen y una segunda posición en Montreal, detrás de Gilles Villeneuve. Este sería el compañero de equipo de Scheckter en 1979, "Pooh" decide unirse a la Scuderia Ferrari.

#### Ferrari

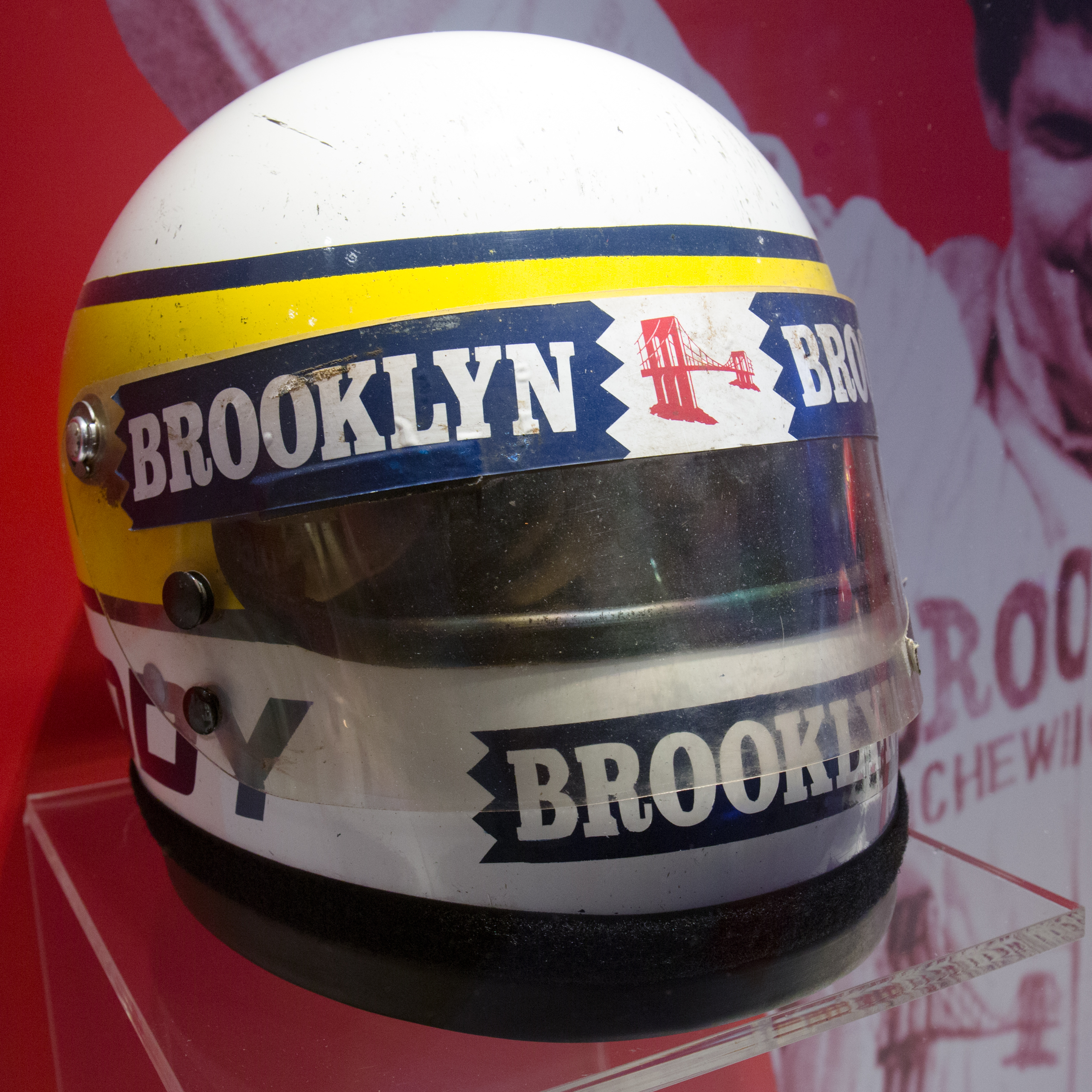
Casco de Jody exhibido en el Museo Ferrari.

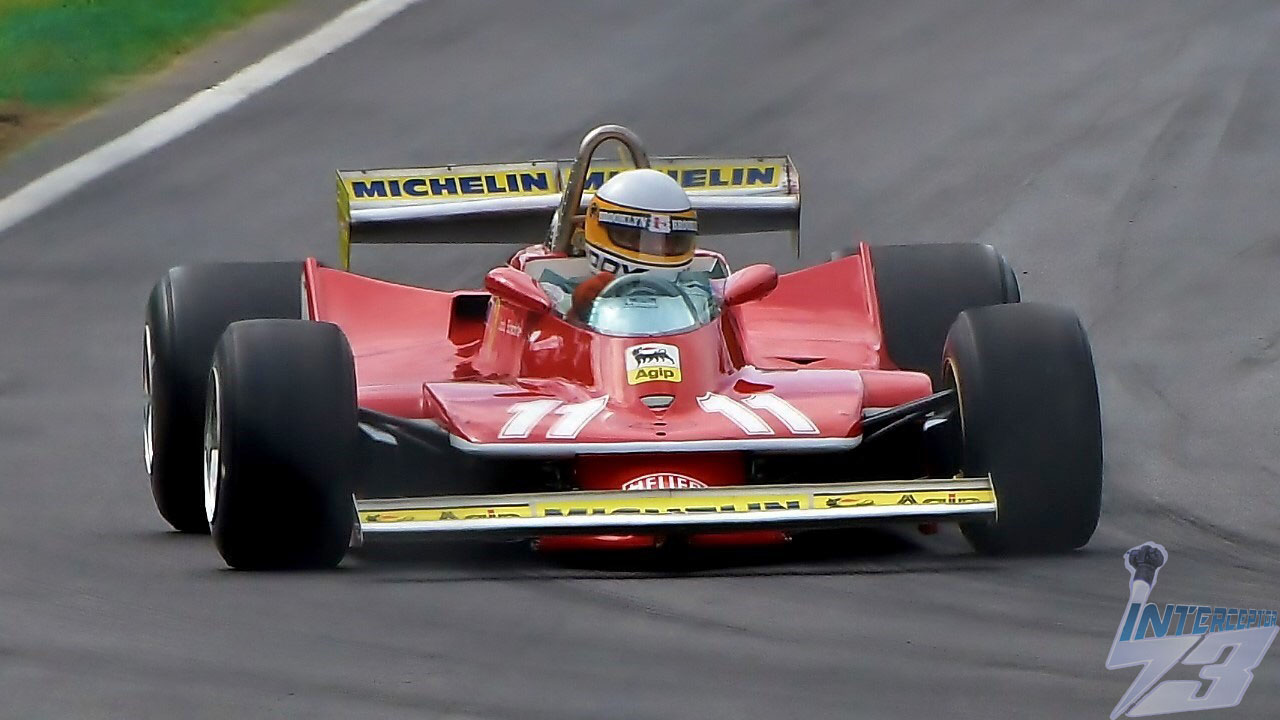
Scheckter exhibiendo su Ferrari 312T4 ganador en previo al Gran Premio de Italia de 2019.

Con este equipo superó todas las expectativas, ganando el campeonato en 1979 con victorias en Zolder, Montecarlo y Monza, donde se proclamó campeón. 
Los coches de Enzo en 1978 no estuvieron a la altura del campeonato, pero se rehicieron al año siguiente, con el legendario Gilles Villeneuve como compañero de equipo, y Jody logró su ambición. Jody y Gilles se convirtieron en íntimos amigos y cultivaron un buen clima de rivalidad que produjo tres victorias en carrera para cada uno. El sudafricano superó al franco-canadiense al tener una mayor recogida de puntos en el resto de carreras que dio sus frutos y lo hizo Campeón del Mundo de 1979.
Sin embargo, tuvo una muy mala temporada al año siguiente, a causa de un 312/T5 que no era para nada competitivo por el gran motor boxer 312 que no se ajustaba a los desarrollos aerodinámicos, por lo que no pudo defender su título e incluso perdió la motivación de correr e incluso de clasificar en una carrera. Después de lograr únicamente dos puntos en 1980, se retiró de Ferrari y del automovilismo en general.
"Scheckter," dijo Enzo Ferrari, "ha demostrado ser una sabio coordinador de sus propias capacidades y potencial, un hombre que ha corrido en cada circuito con el resultado final en mente, o con la seguridad. No estoy seguro." Sin embargo, Scheckter llegó a decir sobre su patrón "(Enzo) Ferrari nunca me dijo nada acerca de mi título".
Jody finalmente consiguió alcanzar su meta. Se mantuvo en la Fórmula 1 hasta la temporada 1980 con Ferrari para cumplir sus obligaciones contractuales, y luego se retiró a la edad de 30 años. Ya era rico con el dinero que le reportaron las carreras, pero llegó a serlo incluso más, como un hábil hombre de negocios en campos muy alejados de las carreras de Fórmula 1. En los EE. UU., fundó una empresa de seguridad de alta tecnología que luego vendió y dedicó parte de su tiempo en guiar las carreras de pilotos de sus hijos Tomas y Toby, antes de embarcarse en una empresa de agricultura ecológica en Inglaterra.
Scheckter fue el último piloto en ganar un campeonato por Ferrari antes de que Michael Schumacher lo lograra 21 años después. Y también Kimi Räikkönen, 7 años después.

## Después de la Fórmula 1

### Ante el micrófono
En 1981, CBS Sports fichó a Scheckter como reportero de boxes, para las emisiones de F1.
Scheckter fue introducido por el programa Wide World Of Sports de ABC's como reportero de boxes para la emisión del Gran Premio de Mónaco de 1983.
Scheckter fue comentarista invitado en ITV durante el Gran Premio de San Marino de 1999, reemplazando a Martin Brundle.

### Otros intereses
En 1981, Scheckter ganó la competición de la televisión británica World Superstars, en Key Biscayne, Florida. Compitió con deportistas tales como Russ Francis, Renaldo Nehemiah, Peter Müller, Rick Barry, Gaétan Boucher y Andy Ripley. En 1983, fue incluido en el Salón de la Fama Internacional de deportistas judíos.
Después de retirarse de la competición, fundó FATS Inc, una empresa que construía simuladores para entrenar con armas de fuego, para uso militar, aplicación de la ley y cuerpos de seguridad. La venta de la empresa suministró fondos para que Scheckter pudiera impulsar las carreras deportivas de sus hijos Tomas y Toby. Tomas compitió en la Indy Racing League donde ganó dos carreras. El hermano de Jody, Ian, corrió en F1 de 1974 a 1977.
En 2004, Scheckter se reunió con sus compañeros de la Scuderia Ferrari en el biplaza F1x2, en el Gran Premio Sudafricano de la Caridad en Kyalami, Sudáfrica.

### Presente
Hoy en día Scheckter emplea su tiempo como granjero biodinámico, habiendo comprado los 2.500 acres (1.000 ha) de la Granja Laverstoke Park, cerca de Overton, Hampshire, a 40 millas (64 km) al oeste de Londres. Como experto en granjas orgánicas, Scheckter fue presentado en 2005 en el DVD de Visionsalud y en documentales televisivos "Asma: Un acercamiento integrado", "Artritis: Un acercamiento integrado" y "Diabetes: Un acercamiento integrado". El 20 de noviembre de 2011, también apareció en el programa televisivo semanal de la BBC Countryfile para apoyar la alimentación orgánica. La granja de Laverstoke Park fue también presentada en el programa de la BBC Escape To the Country donde Jody mostró a la audiencia cómo se elabora la mozzarella de la búfala. En diciembre de 2009, Scheckter anunció su intención de producir un vino espumoso biodinámico hacia 2012. En 2015, la granja fue el marco del programa Sugar Free Farm emitido por ITV donde un grupo de celebridades tenían que abstenerse de azúcar por dos semanas durante su trabajo en la granja.

## Resumen de carrera
| Temporada | Categoría                          | Equipo                     | Carreras | Victorias | Poles | VR | Podios | Puntos | Pos. |
| --------- | ---------------------------------- | -------------------------- | -------- | --------- | ----- | -- | ------ | ------ | ---- |
| 1972      | Campeonato Europeo de Fórmula Dos  | Bruce McLaren Motor Racing | 8        | 1         | 0     | 1  | 1      | 15     | 8.º  |
| 1972      | Fórmula 2 Británica                | Bruce McLaren Motor Racing | 5        | 1         | 0     | 0  | 1      | 12     | 4.º  |
| 1972      | Fórmula 1                          | Yardley Team McLaren       | 1        | 0         | 0     | 0  | 0      | 0      | NC   |
| 1973      | Fórmula 5000 Estadounidense        | Taylor-Entin               | 9        | 4         | 2     | 2  | 8      | 144    | 1.º  |
| 1973      | Fórmula 1                          | Yardley Team McLaren       | 5        | 0         | 0     | 0  | 0      | 0      | NC   |
| 1973      | Campeonato Europeo de Fórmula Dos  | Motul Rondel Racing        | 2        | 0         | 0     | 0  | 0      | 0      | NC   |
| 1973      | Campeonato Europeo de Fórmula 5000 | Sid Taylor Racing          | 2        | 0         | 0     | 0  | 0      | 0      | NC   |
| 1973      | Campeonato Mundial de Resistencia  | Herb Wetanson              | 0        | 0         | 0     | 0  | 0      | 0      | NC   |
| 1974      | Fórmula 1                          | Elf Team Tyrrell           | 15       | 2         | 0     | 2  | 6      | 45     | 3.º  |
| 1974      | Campeonato Mundial de Resistencia  | BMW Motorsport             | 1        | 0         | 0     | 0  | 0      | 0      | NC   |
| 1975      | Fórmula 1                          | Elf Team Tyrrell           | 14       | 1         | 0     | 0  | 3      | 20     | 7.º  |
| 1975      | Campeonato Mundial de Resistencia  | Willi Kauhsen Racing Team  | 3        | 0         | 1     | 1  | 0      | 6      | NC   |
| 1975      | Fórmula 5000 Estadounidense        | Hogan Racing               | 1        | 0         | 0     | 0  | 0      | 0      | NC   |
| 1975      | Fórmula 5000 Estadounidense        | Shadow Racing Team         | 1        | 0         | 0     | 0  | 0      | 0      | NC   |
| 1976      | Fórmula 1                          | Elf Team Tyrrell           | 16       | 1         | 1     | 1  | 5      | 49     | 3.º  |
| 1976      | Campeonato Mundial de Resistencia  | Automobiles Alpine         | 1        | 0         | 0     | 0  | 0      | 0      | NC   |
| 1977      | Fórmula 1                          | Walter Wolf Racing         | 17       | 3         | 1     | 2  | 9      | 55     | 2.º  |
| 1978      | Fórmula 1                          | Walter Wolf Racing         | 16       | 0         | 0     | 0  | 4      | 24     | 7.º  |
| 1979      | Fórmula 1                          | Scuderia Ferrari           | 15       | 3         | 1     | 0  | 6      | 51     | 1.º  |
| 1980      | Fórmula 1                          | Scuderia Ferrari           | 13       | 0         | 0     | 0  | 0      | 2      | 19.º |
| Fuente:   |                                    |                            |          |           |       |    |        |        |      |

## Resultados

### Fórmula 1
(Clave) (negrita indica pole position) (cursiva indica vuelta rápida)

| Año     | Escudería            | 1       | 2       | 3       | 4       | 5     | 6       | 7       | 8       | 9       | 10      | 11      | 12      | 13      | 14      | 15      | 16      | 17     | Pos. | Puntos  |
| ------- | -------------------- | ------- | ------- | ------- | ------- | ----- | ------- | ------- | ------- | ------- | ------- | ------- | ------- | ------- | ------- | ------- | ------- | ------ | ---- | ------- |
| 1972    | Yardley Team McLaren | ARG     | RSA     | ESP     | MON     | BEL   | FRA     | GBR     | GER     | AUT     | ITA     | CAN     | USA 9   |         |         |         |         |        | NC   | 0       |
| 1973    | Yardley Team McLaren | ARG     | BRA     | RSA 9   | ESP     | BEL   | MON     | SWE     | FRA Ret | GBR Ret | NED     | GER     | AUT     | ITA     | CAN Ret | USA Ret |         |        | NC   | 0       |
| 1974    | Elf Team Tyrrell     | ARG Ret | BRA 7   | RSA 8   | ESP 5   | BEL 3 | MON 2   | SWE 1   | NED 5   | FRA 4   | GBR 1   | GER 2   | AUT Ret | ITA 3   | CAN Ret | USA Ret |         |        | 3.º  | 45      |
| 1975    | Elf Team Tyrrell     | ARG 11  | BRA Ret | RSA 1   | ESP Ret | MON 7 | BEL 2   | SWE 7   | NED 16  | FRA 9   | GBR 3   | GER Ret | AUT 8   | ITA 8   | USA 6   |         |         |        | 7.º  | 20      |
| 1976    | Elf Team Tyrrell     | BRA 5   | RSA 4   | USW Ret | ESP Ret | BEL 4 | MON 2   | SWE 1   | FRA 6   | GBR 2   | GER 2   | AUT Ret | NED 5   | ITA 5   | CAN 4   | USA 2   | JPN Ret |        | 3.º  | 49      |
| 1977    | Walter Wolf Racing   | ARG 1   | BRA Ret | RSA 2   | USW 3   | ESP 3 | MON 1   | BEL Ret | SWE Ret | FRA Ret | GBR Ret | GER 2   | AUT Ret | NED 3   | ITA Ret | USA 3   | CAN 1   | JPN 10 | 2.º  | 55      |
| 1978    | Walter Wolf Racing   | ARG 10  | BRA Ret | RSA Ret | USW Ret | MON 3 | BEL Ret | ESP 4   | SWE Ret | FRA 6   | GBR Ret | GER 2   | AUT Ret | NED 12  | ITA 12  | USA 3   | CAN 2   |        | 7.º  | 24      |
| 1979    | Scuderia Ferrari     | ARG Ret | BRA 6   | RSA 2   | USW 2   | ESP 4 | BEL 1   | MON 1   | FRA 7   | GBR 5   | GER 4   | AUT 4   | NED 2   | ITA 1   | CAN 4   | USA Ret |         |        | 1.º  | 51 (60) |
| 1980    | Scuderia Ferrari     | ARG Ret | BRA Ret | RSA Ret | USW 5   | BEL 8 | MON Ret | FRA 12  | GBR 10  | GER 13  | AUT 13  | NED 9   | ITA 8   | CAN DNQ | USA 11  |         |         |        | 19.º | 2       |
| Fuente: |                      |         |         |         |         |       |         |         |         |         |         |         |         |         |         |         |         |        |      |         |